# Africa Cup 2000
L'Africa Cup 2000, ufficialmente Africa Top 6 2000 (in inglese 2000 Africa Top Six), fu il 1º campionato africano di rugby a 15.
Organizzato dalla Confédération africaine de rugby con il supporto dell'International Rugby Board, la 1ª edizione della competizione fu introdotta con l'obbiettivo di diffondere la disciplina sportiva ed accrescerne il suo sviluppo all'interno del continente africano.
Ad aggiudicarsi l'edizione inaugurale torneo fu la formazione del Sudafrica Under-23, selezione in rappresentanza della Federazione sudafricana, che superò in finale a Casablanca il Marocco per 14-44.

## Squadre partecipanti
| Zona Nord      | Zona Sud       |
| -------------- | -------------- |
| Costa d'Avorio | Namibia        |
| Marocco        | Sudafrica U-23 |
| Tunisia        | Zimbabwe       |

## Formula
Alla Coppa presero parte 6 squadre nazionali africane: il Sudafrica, già campione del mondo nel 1995, partecipò con una formazione Under-23.
I sei Paesi vennero ripartiti in due sezioni da tre squadre ciascuno con in previsione incontri all'italiana d'andata e ritorno da disputarsi in casa ed in trasferta:
- zona Nord (settembre e ottobre): Costa d'Avorio, Marocco, Tunisia;
- zona Sud (giugno e luglio): Sudafrica Under-23, Namibia, Zimbabwe[2][3].

Il sistema di punteggio utilizzato fu il seguente: 2 punti per la vittoria, 1 per il pareggio e 0 per la sconfitta.
Il girone a nord venne conteso soltanto tra Marocco e Tunisia, con la nazionale ivoriana che rinunciò a partecipare alla competizione.
Terminata la prima fase, le vincitrici dei rispettivi gironi si affrontarono in un incontro di finale per l'assegnazione del 1º titolo di campione d'Africa.

## Fase a gironi

### Zona Nord
| Data      | Incontro          | Risultato | Sede       |
| --------- | ----------------- | --------- | ---------- |
| 7-10-2000 | Marocco ― Tunisia | 27–9      | Casablanca |
| 4-11-2000 | Tunisia ― Marocco | 20–25     | Tunisi     |

|        | Classifica zona Nord | G | V | N | P | P+ | P- | diff. | PT |
| ------ | -------------------- | - | - | - | - | -- | -- | ----- | -- |
|        | Marocco              | 2 | 2 | 0 | 0 | 52 | 29 | +23   | 4  |
|        | Tunisia              | 2 | 0 | 0 | 2 | 29 | 52 | -23   | 0  |
| Ritiro | Costa d'Avorio       | 0 | 0 | 0 | 0 | 0  | 0  | 0     | 0  |

### Zona Sud
| Data      | Incontro                  | Risultato | Sede         |
| --------- | ------------------------- | --------- | ------------ |
| 17-6-2000 | Sudafrica U-23 ― Zimbabwe | 64–12     | Pretoria     |
| 24-6-2000 | Sudafrica U-23 ― Namibia  | 91–3      | Bloemfontein |
| 1-7-2000  | Zimbabwe ― Namibia        | 26–31     | Harare       |
| 8-7-2000  | Namibia ― Sudafrica U-23  | 18–53     | Windhoek     |
| 15-7-2000 | Zimbabwe ― Sudafrica U-23 | 10–51     | Harare       |
| 22-7-2000 | Namibia ― Zimbabwe        | 41–34     | Windhoek     |

|  | Classifica zona Sud | G | V | N | P | P+  | P-  | diff. | PT |
|  | ------------------- | - | - | - | - | --- | --- | ----- | -- |
|  | Sudafrica U-23      | 4 | 4 | 0 | 0 | 259 | 43  | +216  | 8  |
|  | Namibia             | 4 | 2 | 0 | 2 | 93  | 204 | -111  | 4  |
|  | Zimbabwe            | 4 | 0 | 0 | 4 | 82  | 187 | -105  | 0  |

## Finale
| Casablanca 16 dicembre 2000 | Marocco | 14 – 44 | Sudafrica U-23 | Stadio del C.O.C. |